# Lasioglossum robertsoni
Lasioglossum robertsoni là một loài Hymenoptera trong họ Halictidae. Loài này được Crawford mô tả khoa học năm 1906.